# Nei Van Soria
Nei Van Soria (Porto Alegre, 5 de outubro de 1968) é um cantor, guitarrista e compositor brasileiro de rock and roll, ex-integrante de duas das principais bandas do rock gaúcho, TNT e Os Cascavelletes. Segue carreira solo desde 1992.

## Carreira
Em 1984, Nei Van Soria entrou para a recém criada banda TNT como guitarrista, deixando Flávio Basso exclusivamente no vocal.
No ano seguinte, o TNT fez seu primeiro registro em vinil no disco Rock Grande do Sul, da gravadora BMG Ariola, ao lado das bandas DeFalla, Garotos da Rua, Engenheiros do Hawaii e Os Replicantes. 
Descontente com o rumo imposto ao trabalho pela RCA, Flávio decide deixar a banda. Nei o acompanha na formação de uma nova banda chamada Os Cascavelletes, que viriam a ser rivais locais.
Em 1987, Os Cascavelletes lançam seu primeiro disco, trazendo músicas como: Carro Roubado, Jéssica Rose e Menstruada' (na época, censurada para execução pública). A banda participou da coletânea Rock Grande do Sul em 1988, pela gravadora SBK, junto com outras bandas gaúchas. 
Em 1989, Os Cascavelletes lançam Rock'a'ula, pela gravadora EMI – Odeon e emplacam o hit Nega Bom Bom, que fez parte da trilha sonora da novela Top Model, da Rede Globo.
Em 1991, Os Cascavelletes atingem a marca de 500 shows pelo Brasil. Sai o terceiro e último disco do grupo com apenas duas músicas. Entre elas, Sob Um Céu de Blues, até hoje considerada um dos maiores sucessos da banda.
O ano de 1992 marca o início da carreira solo de Nei Van Soria. Após um tour por Curitiba, São Paulo e Rio de Janeiro, sai dos Cascavelletes. No final do mesmo ano, grava três músicas, em Buenos Aires, com a banda do roqueiro argentino Charly Garcia. Começa tocar em todas as rádios gaúchas, com a música Isso Inclui Você.
Em 1995, Nei Van Soria lançou seu primeiro disco, intitulado Avalon, pelo selo Antídoto, de Porto Alegre. 
No ano seguinte, o clipe de Tempestade é indicado ao MTV Video Music Awards, na categoria Democlip. Iniciam-se shows por todo o Rio Grande do Sul, Santa Catarina e Paraná e uma tour pela Argentina.
Em 1998, lançou o segundo álbum. Contrato assinado com a gravadora Paradoxx Music, em fevereiro, Nei embarcou para Nashville, considerada um dos maiores centros musicais dos EUA, onde mixou este novo trabalho. Em julho, visitou a ilha da rainha para filmar o clipe da música, que dá título a esse trabalho, Jardim Inglês. Em agosto, é lançada oficialmente em Porto Alegre, a Tour Nacional Jardim Inglês em dois shows no Teatro Renascença.
Em 6 de fevereiro de 1999, Nei Van Soria tocou para uma platéia de 50.000 pessoas no Planeta Atlântida, no balneário de Atlântida. Seguiu a Tour de lançamento do CD Jardim Inglês. São 80 shows no ano. Em junho Nei Van Soria e Ed Motta fazem um show no Teatro do SESI, em Porto Alegre, no projeto Grandes Encontros. 
Em 2001, houve lançamento do CD Cidade Grande pelo selo Antídoto. Nei gravou nos estúdios da ACIT, em Porto Alegre, mixou no estúdio Pacifique e masterizou no Mastering Lab, ambos em Los Angeles. Em maio, faz um show surpresa na esquina democrática, no coração de Porto Alegre. Uma multidão interrompe seus afazeres cotidianos para assistir a apresentação. Em julho acontece o show de lançamento do CD, no Bar Opinião, seguido de Tour pelo Rio Grande do Sul e Santa Catarina. Em novembro, Nei Van Soria se apresenta no Bar Ocidente – fazendo uma viagem no tempo, relembrando o início da carreira com Os Cascavelletes. Eu vou ficar, Você e eu e Os anjos tocam nas principais FM’s do estado. 
No verão de 2003, Nei Van Soria gravou seu quarto CD, O dia + feliz da minha vida. O CD foi o primeiro lançamento da Good Music Records, sua própria gravadora. Em novembro, Nei Van Soria grava, ao vivo, em duas noites, no Teatro Renascença o CD Só, seu primeiro lançamento ao vivo.
O segundo álbum ao vivo foi lançado em 2005, intitulado Só [ao vivo].
Em abril de 2007, Nei, Flávio, Frank e Barea reúnem a formação original de Os Cascavelletes, para uma única apresentação nos pavilhões do SESI, a convite da Pop Rock FM de Porto Alegre, o show reuniu um público de 12.500 pessoas. Show de Lançamento do CD Mundo Perfeito, primeiro CD duplo da história do Rock Gaúcho, no dia 22 de novembro no Theatro São Pedro, em Porto Alegre. A TVCOM grava o show na íntegra e exibe na sua programação. Ao longo do ano tocam duas músicas do novo disco nas rádios: Começar de novo e Sobre o amor. Em dezembro, Nei Van Soria é o artista convidado para realizar o Show de Abertura das Atividades da Associação Centro Cultural Vera Cruz em Getúlio Vargas. 
Participou do projeto Porto Verão Alegre, no Abbey Road Stúdio Pub, em 2008. Início da Tour em teatros gaúchos, para o lançamento do CD Mundo Perfeito. Em 06 de outubro, Nei Van Soria grava o primeiro DVD da carreira, reunindo seus maiores sucessos. O local escolhido foi O Teatro Bar Ocidente, berço do Rock Gaúcho. A Good Music Produtora se associa a Farofa Filmes para realização desse projeto. Novembro, Nei grava o Clip da música Monstro do Armário, do CD Mundo Perfeito, com a participação de Mr. Pi.
O ano de 2009 é dedicado à finalizar o DVD Nei Van Soria – 40 Anos – Ao vivo no Ocidente. Entre shows pelo interior do estado, ainda lançando o CD Mundo Perfeito. Em abril, Nei participa das comemorações de aniversário da cidade de Porto Alegre em show na Praça da Encol, juntamente com seu antigo companheiro de TNT Charles Master, na qual estavam mais de 20 anos sem tocar juntos. Dia 20 de novembro é lançado o DVD no Teatro do CIEE, em Porto Alegre, comemorando seus 40 anos de idade. Começa a Tour de lançamento do DVD. 
Em 2010, Nei Van Soria foi indicação para o Prêmio Açorianos de Música, na categoria DVD do Ano. 
Em 2012, lançou o álbum Um Cara Comum, seu sexto álbum de estúdio.
Em 2015, lançou o álbum RockLUV, sétimo álbum de estúdio. Conta com a participação de seu filho Theo tocando guitarra na música Muito obrigado.
Em 2016, junto com Frank Jorge, Alexandre Barea e Humberto "Cokeyne Bluesman" Petinelli, reúne-se em estúdio para gravar uma canção em homenagem à Flávio Basso. Intitulada Balada Para Flávio, a canção foi composta por Nei, logo após o último encontro com Flávio, em dezembro de 2015. A canção ganhou um videoclipe que exibe imagens de arquivo de Basso se apresentando com Os Cascavelletes e em carreira solo, para logo depois mostrar o músico contando sobre um possível filme sobre a história da banda: "Os Cascavelletes é uma banda revolucionária. O filme vai começar com Nei Van Soria tocando piano com uma cortina vermelha ao fundo".
Em 2017, lançou o álbum acústico Neblina.
Em 2018, em seu projeto "Duetos", Nei Van Soria conta com a parceria de diversos nomes da música gaúcha, como Hermes Aquino, Bebeto Alves, Armandinho ("Sol"), Nenhum de Nós ("Ruas de Solidão"), Papas da Língua ("Telescópio"), Humberto Gessinger ("30 Anos e 3 Minutos") e Rosa Tattooada ("Tudo o Que o Amor Pode Fazer").

## Discografia

### Álbuns de estúdio
| Ano  | Álbum                       | Gravadora          |
| ---- | --------------------------- | ------------------ |
| 1995 | Avalon                      | Antídoto           |
| 1998 | Jardim Inglês               | Paradoxx Music     |
| 2001 | Cidade Grande               | Antídoto           |
| 2003 | O Dia + Feliz da Minha Vida | Good Music Records |
| 2007 | Mundo Perfeito              | Good Music Records |
| 2012 | Um Cara Comum               | Good Music Records |
| 2015 | RockLUV                     | Good Music Records |
| 2017 | Neblina                     | Good Music Records |
| 2018 | Duetos                      | Good Music Records |
| 2020 | Borderline                  | Good Music Records |

### Álbuns ao vivo
| Ano  | Álbum                        | Gravadora          |
| ---- | ---------------------------- | ------------------ |
| 2005 | Só: Ao Vivo                  | Good Music Records |
| 2009 | 40 Anos: Ao Vivo no Ocidente | Good Music Records |

## Videografia
DVD ao vivo
- 40 anos: Ao vivo no Ocidente (2009)

Videoclipes
- Isso inclui você (1995)
- Tempestade (1996)
- Jardim inglês (1998)
- O dia + feliz da minha vida (2003)
- Monstro do armário (2008)
- Um cara comum (2012)
- O amor (2012), dirigido por: Los Tri
- Meus olhos (2013), dirigido por: Marcelo Martins e Patrícia Schirmer
- Tolerância (2013), dirigido por: Bruno Carvalho
- Dias de solidão (2013), dirigido por: Leandro Schirmer
- Inimigo oculto (2014), dirigido por: Alvaro Beck e Jasser Rossetto
- LUV (2015), dirigido por: Filipe Barros
- Balada para Flávio (2016), dirigido por: Eduardo Christofoli

## Prêmios e indicações

### MTV Video Music Brasil
| Ano  | Categoria | Indicação  | Resultado |
| ---- | --------- | ---------- | --------- |
| 1996 | Democlipe | Tempestade | Indicado  |

### Prêmio Açorianos
| Ano  | Categoria                   | Indicação                     | Resultado |
| ---- | --------------------------- | ----------------------------- | --------- |
| 1998 | Disco de Rock, Pop ou Blues | Jardim Inglês                 | Indicado  |
| 1998 | Espetáculo                  | Nei Van Soria                 | Indicado  |
| 1998 | Compositor                  | Nei Van Soria                 | Indicado  |
| 2009 | DVD do Ano                  | 40 Anos - ao Vivo no Ocidente | Indicado  |